# Michel Chaumet
Pour les articles homonymes, voir Chaumet.
 (juillet 2013).
Si vous disposez d'ouvrages ou d'articles de référence ou si vous connaissez des sites web de qualité traitant du thème abordé ici, merci de compléter l'article en donnant les références utiles à sa vérifiabilité et en les liant à la section « Notes et références ».
Michel Chaumet, né en 1949, est un historien français, spécialiste de la Seconde Guerre mondiale, chercheur associé à l'IHTP-CNRS.

## Biographie
Il a travaillé sur l'histoire de la MAIF et du Poitou et a effectué un travail sur la personnalité d'Edmond Proust. Ancien directeur des CRDP Antilles-Guyane (1999-2002), Languedoc-Roussillon (2002-2005) et Aquitaine (2005-2009). Il a dirigé la revue L'école numérique.

## Publications
- (en collaboration) Les protestants dans le Moyen-Poitou, du XVI° au XXe siècle, C.D.D.P., Niort, 1983, 118 p.
- Les entreprises artisanales et industrielles en Deux-Sèvres pendant la Seconde Guerre mondiale, I.H.T.P.-C.N.R.S., Paris, 1984
- La MAAIF de 1934 à 1945, I.H.T.P.-C.N.R.S., Paris, 1984
- Les Deux-Sèvres dans la guerre 1939-1945, Horvath, Roanne, 1985, 175 p.
- (en collaboration) Les Deux-Sèvres, Projet, Poitiers, 1986, 468 p.
- (en collaboration) Histoire de Niort, Projet, Poitiers, 1987, 511 p.
- (en collaboration) Le bouddhisme, C.R.D.P., Poitiers, 1989, 92 p. + 24 diapositives
- Les pouvoirs à la Libération en Deux-Sèvres, I.H.T.P.-C.N.R.S., Paris, 1989
- (en collaboration) L'Algérie, à la croisée des chemins, C.R.D.P., Poitiers, 1992, 196 pages et 40 diapositives
- Niort, cent ans de presse locale, Geste éditions, Niort, 1992, 212 p.
- (en collaboration) Le Brésil, C.R.D.P., Poitiers, 1993, 87 p.
- (en collaboration) La Résistance en Deux-Sèvres, Geste éditions, Niort, 1994, 289 p. (réédition en livre de poche en 2023)
- (en collaboration) La vie des entreprises sous l'Occupation, Belin, Paris, 1994, 457 p.
- (en collaboration) Les pouvoirs en France à la Libération, Belin, Paris, 1994, 590 p.
- (en collaboration) Les États-Unis, Populations et société : mythes et réalités, C.R.D.P., Poitiers, 1995, 109 p.
- (en collaboration) Les États-Unis, Les mutations économiques, C.R.D.P., Poitiers, 1995, 95 p.
- (en collaboration) Le temps des restrictions en France (1939-1949), CNRS, Cahiers de l'IHTP no 32-33 Paris, 1996, 539 p.
- (en collaboration) La Corée et Singapour, C.R.D.P., Poitiers, 1996, 144 p.
- Le défi mutualiste, de la MAAIF au groupe MAIF, MAIF, Niort, 1996, 110 p.
- (en collaboration) La Résistance, une épopée de la liberté, CD-ROM, Montparnasse-Multimedia, Paris, 1997
- MAIF, l'histoire d'un défi, Le Cherche-Midi, Paris, 1998, 334 p.
- (en collaboration) Occupation, Résistance et Libération des Deux sèvres, en 30 questions, Geste éditions, La Crèche, 2000, 80 p.
- (en collaboration) Le XXe siècle en Deux-Sèvres, Geste éditions, La Crèche, 2000, 319 p.
- Les Deux-Sèvres dans la guerre, Geste éditions, La Crèche, 2004, 195 p.
- (en collaboration) Dictionnaire historique de la Résistance, Robert Laffont, Paris, 2006, 1187 p.
- (en collaboration) Comprendre la Résistance en Aquitaine, CRDP d’Aquitaine, Bordeaux, 2010, 285 p.
- La Résistance en Deux-Sèvres 1940-1944, Geste éditions, La Crèche, 2010, 451 p.
- (en collaboration) Parachutée au clair de lune (Anne-Marie Walters), Gaussen, Marseille,  2012, 285 p.
- (postface) Jeunes résistants en Nord Deux-Sèvres, de Maurice Rouzier, Geste éditions, 2012, 318 p.
- (préface) Noël à Schönefeld, de Hélène Fauriat,Le manuscrit, Paris, 2014, 130 p.
- (préface) La vie de Marcel Chichery, de Jean-Luc Cartron, Geste éditions, 2015, 255 p.
- Edmond Proust, Maif, Résistance : ses combats pour la liberté, Geste éditions, 2016, 198 p.
- (en collaboration) La Dordogne dans la Seconde Guerre mondiale, Fanlac, 2020, 347 p.
- (en collaboation) Histoire de Niort, La geste, 2022, 475 p.
- (en collaboration) Niort, 820 ans d'histoire, La geste, 2023, 275 p.
- "J'ai dit merde à De Gaulle", des Anglais dans la Résistance, Geste éditions, 2025, 266 p.

## Sources
- Interview de Michel Chaumet sur RMC.
- La Nouvelle République, Jean Rouziès, Niort : une stèle à la mémoire des 143 Juifs déportés, 20 janvier 2012.
- Michel Chaumet sur le site de l'IHTP-CNRS
- Michel Chaumet sur le site de Geste éditions
- Composition du CDM 24 (CENTRE DEPARTEMENTAL DE LA MEMOIRE  RESISTANCE ET DEPORTATION  DE LA DORDOGNE)